# The Jeff Beck Group
The Jeff Beck Group – brytyjski zespół rockowy. Powstał w 1967 roku w Londynie z inicjatywy gitarzysty Jeffa Becka, byłego członka formacji The Yardbirds. Pierwszy skład utworzyli ponadto, wokalista Rod Stewart, gitarzysta Ronnie Wood, basista Jet Harris oraz perkusista Clem Cattini. Wkrótce potem Harrisa zastąpił Dave Ambrose. Jeszcze w 1967 roku muzyk, także opuścił zespół, natomiast jego obowiązki przejął Ronnie Wood. Z kolei po odejściu Cattiniego, w latach 1967–1968 stanowisko perkusisty pełnili kolejno Viv Prince, Aynsley Dunbar, Roy Cooke i Micky Waller, wraz z którym ostatecznie grupa nagrał debiutancki album.
Wydawnictwo zatytułowane Truth ukazało się w sierpniu 1968 roku. W USA płyta trafiła do sprzedaży nakładem Epic Records, natomiast w Wielkiej Brytanii dzięki EMI Columbia. W nagraniach płyty wzięli udział liczni goście w tym m.in. John Paul Jones, znany z występów w zespole Led Zeppelin oraz perkusista Keith Moon członek formacji The Who. Z końcem 1968 roku z zespołu odszedł Micky Waller, którego zastąpił Tony Newman, były członek zespołu T. Rex. Ponadto do składu dołączył klawiszowiec Nicky Hopkins. W czerwcu 1969 roku do sprzedaży trafił drugi album studyjny formacji pt. Beck-Ola. Po licznych koncertach w USA i Wielkiej Brytanii zespół został rozwiązany w połowie 1969 roku.
W 1970 roku Jeff Beck reaktywował zespół w odnowionym składzie. Do grupy dołączyli wokalista Alex Ligertwood, klawiszowiec Max Middleton, perkusista Cozy Powell oraz basista Clive Chaman. Niespełna rok później Ligertwooda zastąpił Bobby Tench, który objął także funkcję drugiego gitarzysty. W tymże składzie formacja zarejestrowała album pt. Rough and Ready, który trafił do sprzedaży w październiku 1971 roku. Po krótkiej trasie koncertowej, na początku 1972 roku muzycy rozpoczęli prace nad kolejnym wydawnictwem. Płyta zatytułowana Jeff Beck Group ukazała się w kwietniu 1972 roku. Niespełna trzy miesiące później grupa została ostatecznie rozwiązana.

## Dyskografia
Albumy
| Truth                       | - Data: sierpień 1968 - Wydawca: Epic Records    | 15 | –  | - USA: złota płyta |
| Beck-Ola                    | - Data: czerwiec 1969 - Wydawca: Epic Records    | 15 | 39 | - USA: złota płyta |
| Rough and Ready             | - Data: październik 1971 - Wydawca: Epic Records | 46 | —  |                    |
| Jeff Beck Group             | - Data: kwiecień 1972 - Wydawca: Epic Records    | 19 | —  | - USA: złota płyta |
| "—" album nie był notowany. |                                                  |    |    |                    |

Single
| "Hi Ho Silver Lining" / "Beck’s Bolero"                      | 1967 | 14 | Truth           |
| "Tallyman" / "Rock My Plimsoul"                              | 1967 | 30 | Truth           |
| "Love Is Blue (L'amour est bleu)" / "I've Been Drinking"     | 1968 | 23 | —               |
| "Goo Goo Barabajagal (Love Is Hot)" (oraz Donovan)           | 1969 | 12 | —               |
| "Plynth (Water Down The Drain)"                              | 1969 | —  | Beck-Ola        |
| "Jailhouse Rock"                                             | 1969 | –  | Beck-Ola        |
| "I've Been Drinking"                                         | 1972 | 27 | —               |
| "Got The Feeling"                                            | 1972 | –  | Rough And Ready |
| "Going Down"                                                 | 1972 | –  | Jeff Beck Group |
| "Hi Ho Silver Lining" / "Beck’s Bolero" / "Rock My Plimsoul" | 1972 | 17 | —               |
| "—" singel nie był notowany.                                 |      |    |                 |